# New Jeans
『New Jeans』（ニュージーンズ、朝: 뉴진스）は、韓国の5人組女性アイドルグループ・NewJeansによる一枚目のミニアルバム。2022年8月1日に配信リリースされ、8月8日にYG PLUSを通じてADORからフィジカルリリースされた。タイトル曲は「Attention」、「Hype Boy」、「Cookie」の3つである。

## 概要
ADORからローンチされた初のガールズグループである「NewJeans」によるデビューEPである。本作品はグループ名と読み方は同じものの表記が若干異なり、単語（New）と単語（Jeans）の間に空白が入っている。アルバムのタイトル曲は「Attention」、「Hype Boy」、「Cookie」の3曲で構成されている。
ティザーやメンバー構成など一切の公表をせずにミュージック・ビデオを突然公開したり、タイトル曲を3曲にするなどといった大胆なプロモーションが本アルバムを通じて行われた。
初動売上枚数は31万枚を記録し、5月2日にリリースされた歴代ガールズグループにデビューアルバム初動売上一位を誇っていたLE SSERAFIMのデビューアルバム『FEARLESS』の30万枚を塗り替えることとなった。アルバムの収録曲はチャートで数々の好成績を残しており、特に「Attention」はMelon週間チャートにて唯一デビュー曲として1位にチャートインするなどといった記録を残した。

## プロモーション
7月1日にADORのSNSにてガールズグループの公開を発表してから、同月22日に「Attention」のミュージック・ビデオを最初に公開をした。7月23日には「Hype Boy」のメンバーごと計4種のミュージック・ビデオの公開と同時にメンバーの名前が公表された。チーム名やメンバー構成などを最初に公表させ、デビュー曲となるミュージック・ビデオは発売日に公開されるのが従来のK-POPのデビュープロモーションであるが、そのプロセスを省略させる異例なプロモーションが計られた。
7月25日、「Hurt」のミュージック・ビデオが公開され、同日には全3形態のアルバムの予約が開始された。予約枚数は予約販売が行われてからわずか3日で44万4000枚を記録した。
8月1日、音源でのリリースと同時に「Cookie」のミュージック・ビデオが公開された。8月8日には韓国でアルバムがフィジカルリリースされた。
8月12日には発売を記念したポップアップストアがソウル特別市の永登浦にあるデパート「ザ・現代ソウル」にて31日まで行われた。ストア内は青を基調とした内装になっており、衣類やポスターなどのグッズのみではなく受話器がある柱に「Hurt」の未公開映像とメンバー別ソロバージョンの音源が受話器から流れる仕掛けや、フォトブースにて4カット写真が撮れる特典などが存在した。
ポップアップストアは待ち時間が4時間半を超える程の人気を博し、大衆音楽評論家であるチョン・ミンジェ氏は「ポップアップストアのようなNewJeansのマーケティング戦略は、大衆に既存の音楽や映像コンテンツだけでなく、空間の経験や物品購買の楽しさを与えるという点で、話題性を維持するのに大きく役立つと判断される」とコメントした。

### アルバムの形態
アルバムは「New Jeans Bag」「New Jeans Bluebook」「Weverseアルバム」の計3バージョンから成り立っている。
- New Jeans Bag - リミテッドエディションとして発売。日常生活でも使いやすいものをコンセプトにブラック、レッド、白の計3色が展開されている[12]。バッグの中にはピンナップブック、CD、フォトカードが収録されている[13]。バッグバージョンでのリリースの背景として、ADORの創設者であるミン・ヒジン氏は「子供の頃よくCDプレイヤーを持ち歩いてて、それが入るような気にいるサイズのカバンがなかった。その時の記憶で音盤をCDプレイヤーが入るようなサイズのカバンにしてみたかった」と自身のSNSにて語っている[14]。
- New Jeans Bluebook - 「NewJeans指針書」というコンセプトで制作されており、主にメンバーの情報を提供する事にフォーカスされている[15]。メンバー別5種類と5人団体バージョンの計6種類展開されており、ログブック、ピンナップブック、フォニングマニュアルブック、CD、IDカード、ステッカーパック、フォトカード、ミニポスターが収録されている[13]。
- New Jeans Weverse アルバム - リリックカード、フォトカード、楽曲や写真を専用アプリで鑑賞できるQRコードが収録されている[12][13]。

## 収録曲
| #         | タイトル      | 作詞                                                 | 作曲                                     | 編曲       | 時間  |
| --------- | ------------- | ---------------------------------------------------- | ---------------------------------------- | ---------- | ----- |
| 1.        | 「Attention」 | Gigi / Duckbay (Cosmos Studios Stockholm) / DANIELLE | 250 / Duckbay (Cosmos Studios Stockholm) | 250        | 2:59  |
| 2.        | 「Hype Boy」  | Gigi / Ylva Dimberg / HANNI                          | 250 / Ylva Dimberg                       | 250        | 2:58  |
| 3.        | 「Cookie」    | Gigi / Ylva Dimberg                                  | Jinsu Park (FRNK) / Ylva Dimberg         | Jinsu Park | 3:55  |
| 4.        | 「Hurt」      | Gigi / Amanda Lundstedt                              | 250 / Amanda Lundstedt                   | 250        | 2:57  |
| 合計時間: | 合計時間:     | 合計時間:                                            | 合計時間:                                | 合計時間:  | 12:48 |

## 音楽性
特記が無い限りMelOnのアルバム紹介に準拠。
「Attention」はメンバーであるダニエルが作詞に参加しており、メジャーとマイナーを行き来するキーチェンジによって心がときめいていく様子を表現した楽曲で、リズミカルなイントロのグルーヴ感に続いて、対比されるメンバーの豊かで清涼なハーモニーが込められたサビと奥深みを感じられるビートが特徴的である。ストーリー性として、誰かを好きになったという心を認めれるようになった時、一緒にやってくるときめきを正直に堂々と受け止めて「私に注目して（Attention）」と宣言するという内容が込められた楽曲である。
「Hype Boy」はメンバーであるハニが作詞に参加しており、ムーンバートンとエレクトロポップの要素を取り入れたサウンドと独特なフリーコーラスと各パート毎のメンバーの個性的な歌声が特徴的である。また、Attentionとは一味違ったシックな色合いを見せた楽曲でもある。
「Cookie」はヒップホップのビートをベースにしたシンスとジャズクラブの様なスタイルのリズムの変奏が独特なダンスポップである。メッセージ性として、デビューを待っていた応援しているファンに感謝を伝える内容が含まれた楽曲である。
「Hurt」はグルーヴィなドラムビートにメンバーの歌声が込められたR&Bトラックで、アカペラの様なメンバーのコーラスが印象的である。メッセージ性として「Attention」と「Hype Boy」と同様に「人との関係」と「惹かれる」ということが共通して描かれている。

## ミュージック・ビデオ
ミュージック・ビデオの監督はDongle ShinとHeewon Shinが担当しており、それぞれ「Hype Boy」と「Cookie」はDongle Shin、「Attention」と「Hurt」はHeewon Shinが制作している。
「Attention」のミュージック・ビデオはスペインで撮影が行われ、5人のメンバーは自由に街を歩いたり、青い芝生でダンスを披露するなどといった、10代ならではの純粋で自然な姿が主に描かれている。
「Hype Boy」のミュージック・ビデオはそれぞれメンバーの名前であるミンジ、ハニ、ヘイン、ダニエル&ヘリンの計4編で構成されており、オムニバス形式で4つのストーリーから1つの大きな物語ができあがる様な形式になっている。誰かに惹かれる心、ときめきを感じさせた相手とのハプニングが主に描かれている。
「Hurt」のミュージック・ビデオは「Attention」や「Hype Boy」の様なパフォーマンスを繰り広げるミュージック・ビデオとは異なり、過度な演出や設定を省いた主にメンバーの顔にフォーカスしたミュージック・ビデオになっている。
「Cookie」のミュージック・ビデオはこれまでのミュージック・ビデオとはまた異なるスマートで洗練された雰囲気になっており、シンプルな背景に野外階段やベンチを活用したパフォーマンス中心の構成になっている。

## パフォーマンス
8月8日の音盤発売に先立って8月4日にMnetの「M COUNTDOWN」、8月5日にKBS 2TVの「ミュージックバンク」、8月7日にSBSの「人気歌謡」へ出演し、タイトル曲である「Attention」と「Hype Boy」と「Cookie」を披露した。フィジカルリリース後にも様々な音楽番組に出演し、8月28日にアルバムのプロモーション活動の一環である音楽番組への出演活動が終了した。
トリプルタイトル曲の振付は全てBLACK.Qとキム・ウンジュが担当をしている。TikTokでは「Attention」のダンスチャレンジ動画が世界的に話題を得ており、同曲を使用した投稿が8月8日時点で約3万件に達した。それに関連して、ENHYPENやLE SSERAFIMなどといったKPOPアイドルグループも「Attention」や「Hype Boy」のダンスチャレンジに参加する動きを見せた。

## 騒動と批判

### 「Cookie」の歌詞における議論

#### 経緯と弁明
8月17日に翻訳家であるキム・テフン氏が出演したあるYouTubeチャンネルにて「Cookie」の歌詞に性的な表現があるという趣旨の動画をあげた。キム・テフン氏は動画上で食べるクッキーは"Cookies"と複数形で表記し、タイトルである単数形でのCookieは女性の生殖器として使われると言及した上「英語が使えて、かつ気楽に駆使する人にこの歌の歌詞を聞かせ、これを刺激的で扇情的に聞こえるかと尋ねれば、皆そうだと答える」と話し、続けて18歳以下の未成人のメンバー5人が本楽曲を歌っている事に対しても問題を提示した。それに対して一部から性的な意味を暗示しており、未成年のメンバーが歌うには不適切だという声が上がった。
所属事務所のADORは「この楽曲は“CDを焼く=クッキーを焼く”というアイデアに着目し、ガールズグループの間ではあまり試されたことのないビートをベースに、これから我々が試そうとしている新しい挑戦そのものを象徴している」と説明し、「世界のスラングは、誰もが知り習うべき標準語ではない」と反論した。また続けて下の様に言及した。
提起された内容について、多数の英文学の博士、通訳・翻訳専門家、ネイティブスピーカーおよび一般外国人に確認を取ったところ、“通常使われる概念ではない”という意見が多数で、“そのような意味があることを知らず、調べてみた”という意見もあった。共通していた意見は、翻訳を解釈する上で100％断定して確信するのは危険だということだ。解釈は主観的な経験と客観的な事実が共に作用することなので、無条件での断定というのはありえない。また、脈絡が考慮されなければならない。特に『Cookie』は一般的に使われる性的なスラングではないため、単語自体が問題であることはない。しかし、受け入れる人の主観的な経験とスラングに対する認知度によって変わる可能性はある
また「スラングは文化、地域、歴史によってそれぞれ異なる様相であらわれるので、不適切さを判断する基準が曖昧だ」とし、「そのような観点ではどんな歌の歌詞も各種の文句から自由ではない」とも訴えた。

#### 反応
「Cookie」を韓国に住む外国人に聞かせ、歌詞の扇情性を検証するYouTubeの動画では「性的なことを隠喩したようだ。子どもが歌うには相応しくない」「米国でも幼い歌手が扇情的な歌詞を歌うこともあるが、それでも子どもたちが歌うには不適切だ」などといった反応が寄せられた。
詩人兼文化評論家のキム・ガプス氏が出演したポットキャスト番組にて10代も性を表現でき、10代の少女たちが挑発的な歌を歌うのも1つの方向性だと言及した。だが「不適切な性的趣向を持った人々に、コンテンツを提供するのではないか？」という一般の人からの質問に「ロリコンも必ずしも悪いことではない。大衆文化は、様々な形態の性的ファンタジーを提供する」とコメントしたことに対して「大衆に向かって、子供が性的な表現をすることは問題になり得る」などと批判が寄せられた。

## 評価

### 音楽評論家による評価
IZMは星5つの内3つの評価を下し、音楽評論家のハン・ソンヒョンは「NewJeansは確かに成功的なはじめの一歩を踏み出した。ロケットがいつの瞬間かエンジンを分離するかの様に、これからの究極的な目標は’ミン・ヒジンによるガールズグループ‘というベースを踏んだ自立した完全なるNewJeansでいることだ」などとコメントした。
NMEもIZMと同じく星5つの内3つの評価を下し、音楽評論家のCarmen Chinは「NewJeansのデビュー作は、当たりとハズレが混在するプロジェクトであった。しかし、デビューしたてのK-POPグループに完璧なものを求めるのは無理な話だ。音楽的実力とレーベルの大胆な芸術的ビジョンによって、NewJeansは先駆者として明るい未来への土台を築くことができた。今後更に勢いを増し、個性的で時代を超えたスタイルを確立していくことができるのかはまだわからない」などとコメントした。
ニューヨークタイムズが選定した「2022 ベストソング」に11位へランクイン。KPOPアーティストによる楽曲としては唯一である。選定委員であるJon Caramanicaは楽曲に対し「印象的なK-POPガールズグループNewJeansのデビューアルバムの最高のナンバーである『Cookie』は、過剰ではないラフさが際立つ」とコメントした。

### 著名人による評価
韓国のコメディアンであり歌手のパク・ミョンスは、自身のラジオにてビッグデータ専門家のチョン・ミンギと共に行われた「2022アイドルヒット曲ベスト3」のコーナーの最初にタイトル曲の一つでもある「Attention」を上げ、「中学生と高校生メンバーで構成されたグループなのだが、どれほど練習を積んできたらあれだけすごいパフォーマンスができるのか。歌も良いし、メンバー全員がそれぞれ魅力的だ」と称賛した。

### その他からの評価
K-POP Radarはアルバムのデザイン性を評価し、本アルバムを「今年を輝かせたK-POP10選：2022 K-POP 10 PICKS」へ選定。このランクは評論家であるキム・ユンハと弘益大学教授、2023光州デザインビエンナーレの総監督であるナ・ゴンと月刊「デザイン」の編集長であるチェ・ミョンファンが選考し、本アルバムは「圧倒的な完成度を誇る今年のアルバム」と評価された。

## 成績

### 音盤成績
| 〈New Jeans〉 初動販売数 | 〈New Jeans〉 初動販売数 | 〈New Jeans〉 初動販売数 |
| 日時                     | 日間販売数               | 累積販売数               |
| ------------------------ | ------------------------ | ------------------------ |
| 8月8日                   | 262,800枚                | 262,800枚                |
| 8月9日                   | 10,800枚                 | 273,600枚                |
| 8月10日                  | 7,400枚                  | 281,100枚                |
| 8月11日                  | 2,000枚                  | 283,100枚                |
| 8月12日                  | 9,200枚                  | 292,300枚                |
| 8月13日                  | 500枚                    | 292,900枚                |
| 8月14日                  | 18,300枚                 | 311,200枚                |
| 初動販売数               | 311,200枚                | 311,200枚                |

1週間の記録である初動販売数31万枚は歴代ガールズグループのアルバム初動販売数11位であり、デビューアルバムとしては最高記録である。iTunesのトップアルバムチャートではフィンランドやタイなどといった世界9ヶ国で1位を獲得し、日本では2位、スウェーデンとニュージーランドでは3位にランクインした。アルバムのストリーミング数はBillboardの「ハートシーカーズアルバム」と「ワールドアルバム」のランキングではそれぞれ9位と12位にチャートインした。Spotifyではアルバムストリーミング数が9月6日で1億回、10月12日で2億回を突破した。2018年以降にデビューしたKPOPアイドルグループとしては最短記録である。

### 音源成績
Attention
「Attention」は、8月2日にリアルタイムチャートで20位を獲得した。8月9日にMelonのTOP100にて1位を獲得した。2021年8月から導入された「TOP 100」で1位を獲得した女性アイドルグループとしてはWSG WANNABE GAYA-Gに続いて8組目であり、デビュー曲としては初の快挙である。8月11日にはMelonのデイリーチャートにて14日間連続で1位をキープし続け、Melon週間チャートでも1位を獲得した。週間チャートにてデビュー曲が1位を獲得したことは、6年間で発表されたKPOPアイドルのデビュー曲で唯一である。その他にもBugs!やgenieでの週間チャートでも1位を獲得した。特にBugs!では3週間連続で首位を獲得した。Billboardではアメリカを除いた「グローバルチャート」と「ビルボード200」で6週連続チャートインを果たした。その後もチャートインし続け、最終的には18週連続でチャートに留まり続けた。Spotifyグローバルでは日間トップソングチャートで128位を獲得した後、10日間連続チャートインを果たした。また、韓国のSpotifyの週間トップソングチャートでは3週連続で首位を獲得した。9月2日、Melonとgenieの月間チャートにて首位を獲得した。また9月8日に発表されたサークルチャートの最新月間チャートではデジタルチャートとストリーミングチャートにて首位を獲得した。9月9日、SpotifyのウィークリーTOPソングアメリカで200位に入り、KPOPアイドルのデビュー曲としては初のチャートインを果たした。9月10日、Spotifyの「Today’s Top Hits」プレイリストにて36位にランクインした。9月30日、Melon TOP 100にて首位を獲得した。
Hype Boy、Cookie、Hurt
「Hype Boy」と「Cookie」は8月2日にMelonのリアルタイムチャートでそれぞれ32位、71位を獲得し、LINE MUSICのリアルタイムチャートではそれぞれ53位、70位を獲得した。またVIBEでは「Hype Boy」が「Attention」に続いて2位を獲得した。Melon TOP 100では首位の「Attention」に続けて「Hype Boy」が2位にランクインした。MelonのTOP 100で1位2位をデビュー曲が独占するのはKPOPアイドルとしては初の出来事である。Billboardでは「Hype Boy」が8月20日付のアメリカを除いたグローバルチャートとグローバル200にてそれぞれ初登場64位、116位を記録した。12月6日付の各チャートでもそれぞれ79位、136位にチャートインし、8月20日付以来17週連続で2022年12月現在もチャートに留まっている。韓国のSpotifyのデイリートップソングチャートでは「Attention」の首位だけでなく、その他の「Hype Boy」「Cookie」「Hurt」もそれぞれ2位から4位を独占した。KPOPアイドルグループが本チャートで1位から4位の上位圏を独占したのはNewJeansが初である。Spotifyグローバルでは日間トップソングチャートで「Hype Boy」が前日と比べて27位上昇した156位にチャートインした。9月2日に発表されたMelonとgenieの月間チャートでは「Hype Boy」が5位を記録した。またサークルチャートではデジタルチャートとストリーミングチャートにて「Hype Boy」がそれぞれ5位と6位、「Cookie」が21位と22位を記録した。

### 音楽番組首位
| 放送日  | 放送局 | 番組名             | 楽曲      | 備考               | 参照   |
| ------- | ------ | ------------------ | --------- | ------------------ | ------ |
| 8月18日 | Mnet   | M COUNTDOWN        | Attention | - 初の音楽番組首位 | [ 56 ] |
| 8月19日 | KBS    | ミュージックバンク | Attention |                    | [ 57 ] |
| 8月20日 | MBC    | ショー! 音楽の中心 | Attention |                    | [ 58 ] |
| 8月21日 | SBS    | 人気歌謡           | Attention |                    | [ 59 ] |
| 8月28日 | SBS    | 人気歌謡           | Attention | - 2週連続首位      | [ 60 ] |

## チャート
| チャート                            | 最高順位 | 参考   |
| ----------------------------------- | -------- | ------ |
| 週間アルバムチャート (オリコン)     | 12       | [ 61 ] |
| 週間合算アルバムチャート (オリコン) | 10       | [ 62 ] |
| ホットアルバム (Billboard Japan)    | 22       | [ 63 ] |
| 週間アルバムチャート (サークル)     | 1        | [ 64 ] |
| 米ワールドアルバム (Billboard)      | 12       | [ 65 ] |

| チャート (2022)                 | 最高順位 | 参考   |
| ------------------------------- | -------- | ------ |
| 月間アルバムチャート (オリコン) | 35       | [ 66 ] |
| 月間アルバムチャート (サークル) | 4        | [ 67 ] |

## クレジット
AllMusic「Credits」欄に準拠。
- プロデューサー - Hee Jin Min
- メインプロデューサー - 250、Jinsu Park
- 歌唱者 - NewJeans
- マスタリングエンジニア - Mike Bozzi
- 振付師 - Jerri Coo、Eunju Kim、Younghoo Kim
- ミュージック・ビデオ監督 - Dongle Shin、Heewon Shin
- A&R - Hanna Cho、Daebum Im、Jungmin Nam
- A&R、プロデューサー - Ke-Yon Kim
- A&R、編曲者、ボーカルディレクター - Jungwoo Jang
- 編曲者、ボーカルディレクター - Kyung Dasom
- 翻訳 - Hyunah Koo、Philip Partington
- コンポーザー、作詞者 - Gigi、ハニ、Amanda Lundstedt
- コンポーザー、バックコーラス - Duckbay
- コンポーザー、作詞者、バックコーラス - Ylva Dimberg
- バックコーラス - Seongju Heo、Emily Kim
- グラフィックデザイン - Hooyoung Eom、Yusun Hwang
- グラフィックデザイン、アートディレクション - Ye-Min Kim
- コーディネーション - Dana Kim、Hyunjee Song
- フォトグラファー - Si-Young Song
- プロモーションディレクター - Ja-Kyoung Kim
- エンジニア - Choi Hyejin、Bill Zimmerman
- エンジニア、ミキシングエンジニア - Buyeon Jeon
- ミキシングエンジニア - Tony Maserati、Phil Tan
- ミキシング - David K. Younghyun

## リリース日程
| 地域   | 日程          | 形態                                  | フォーマット | 流通          |
| ------ | ------------- | ------------------------------------- | ------------ | ------------- |
| 全世界 | 2022年8月1日  | -                                     | デジタル配信 | YG PLUS       |
| 韓国   | 2022年8月8日  | BlueBook、NewJeans Bag、Weverse Album | CD           | ADOR、YG PLUS |
| 日本   | 2022年8月20日 | BlueBook、NewJeans Bag、Weverse Album | CD           | ADOR、YG PLUS |